# 36 aC

## Esdeveniments

### Imperi romà
- Marc Cocceu Nerva I i Luci Gel·li Publícola II són cònsols.
- 3 de setembre - Batalla de Nauloxus: Octavi, sota el mandat de Marc Vipsani Agripa derrota les forces rebels de Sext Pompeu Pius.
- Marc Antoni llença una gran ofensa contra els parts però no aconsegueix prendre el control de Pharaapsa, perd molts homes per malaltia i gana durant la retirada d'Egipte.

## Naixements
- Ptolemeu Filadelf fill de Marc Antoni i Cleòpatra VII.
- Vipsania Agrippina filla de Marc Vipsani Agripa i Caecilia Attica.

## Necrològiques
- Zhizhi Chanyu.